# Escudo de La Estrella
El escudo de armas de La Estrella es el emblema heráldico que representa a la localidad colombiana de La Estrella, en el departamento de Antioquia. El blasón fue diseñado por el maestro Hernán Escobar Escobar, exdirector del Archivo Histórico de Antioquia, y establecido por el Concejo Municipal como escudo oficial por medio del Acuerdo N.º 226 del 4 de octubre de 1984.
El escudo, junto con la bandera y el himno, tienen el reconocimiento de símbolos oficiales del municipio La Estrella. Además, el blasón, como símbolo de la localidad, forma parte de la imagen institucional de la administración municipal, por lo cual está presente en los actos protocolarios, en la papelería oficial, en el mobiliario urbano o en las obras públicas.

## Historia
En 1983 se gestionó la consecución de un escudo de armas para el municipio de La Estrella. Por tal motivo, el Concejo Municipal mediante Acuerdo N.º 184 de diciembre del mismo año autorizó a que se obtuviera por concurso público, el cual fue reglamentado por el Decreto 024 de 1984.
Para el concurso se requería que el emblema se ajustara a la heráldica y reflejara varios aspectos del pueblo, como su historia (fundación española pero como pueblo de Indios), su religiosidad —sin dar excesos en tal sentido—, el entorno físico del territorio, etc. Además, debía ser de fácil pedagogía, pues se buscaba que su comprensión no fuera complicada.
El 3 de septiembre de 1984, a las 7 p. m., se reunió el jurado designado para seleccionar el mejor trabajo presentado para determinar el escudo de la municipalidad. El jurado quedó conformado por Graciliano Arcila Vélez, Pdte. de la Academia Antioqueña de Historia; Mons. Argiro Ochoa V., Párroco de La Estrella; Luis Fernando Correa G., Pdte. del Centro de Historia y el señor Julián Montoya Correa.
Fueron analizados tres trabajos presentados así: 
- N.º 1 - Bajo el seudónimo de Rafael de Atos
- N.º 2 - Bajo el seudónimo Siderense
- N.º 3 - Sin seudónimo

Después de un análisis detallado de los dibujos presentados y de sus respectivos argumentos, el jurado determina que el proyecto N.º 1, bajo el seudónimo de Rafael de Atos, es el mejor de los presentados y recomienda que se le adjudique el premio y se escoja oficialmente. El autor de dicho proyecto es el maestro Hernán Escobar Escobar, exdirector del Archivo Histórico de Antioquia y reconocido heraldista. El informe del jurado se refiere al ganador en los siguientes términos: 

«Lo encontramos elegante, severo y con una argumentación sólida y de muy fácil pedagogía, tiene el carácter que se requiere para la correspondencia y los colores son correctos en cuanto representan virtudes que adornaron a las generaciones siderenses, es decir, hombres sencillos pero de nobles virtudes y trato caballeroso.»

Además, con la respectiva autorización del autor, recomiendan que se realicen unos cambios en los adornos externos. Sugieren que se cambie el pergamino de «corte caprichoso», por unas ramas de laurel y se suprima la cinta ondulante de la parte baja.
Finalmente, el escudo fue adoptado oficialmente por el Concejo Municipal mediante el Acuerdo N.º 226 del 14 de octubre de 1984. Entre las sugerencias del jurado, se tuvo en cuenta la de suprimir el pergamino y la cinta ondulante, pero se abstuvieron de agregar las ramas de laurel.

## Características del escudo
Las características del escudo de armas de La Estrella, están establecidas en el Acuerdo N.º 226 del 14 de octubre de 1984 de la siguiente forma:
Proporciones: seis partes de alto por cinco de ancho.
Forma: cuadrilonga con la parte inferior redondeada.
Partición: escudo calzado. Es el dividido en tres (3) partes por dos líneas que, partiendo de ambos lados del jefe, convergen un poco más arriba del centro del escudo.
Figuras o piezas que lo componen: sobre el primer tercio del jefe, una estrella de oro sobre el fondo azul (azur). La estrella ha de tener cuatro rayos mayores y cuatro rayos menores, y ha de ser colocada en el centro del tercio.
Sobre el tercio del lado diestro del jefe, una montaña terminada en pico romo, de su color natural verde (sinople), sombreada de su color natural que nace en punta del escudo y en su base una llanura sombreada de color natural de tierra, hierba y plantaciones de árboles pequeños. Todo en un fondo azul de firmamento. En la parte superior, y llenando la curvatura que demarca el primer tercio, una nube de color natural blanca, sombreada y demarcada con cuatro semicircunferencias.
Sobre el tercio del lado siniestro, esmaltado todo su fondo de plata, un hacha de piedra al centro de su color natural. El cabo en madera café sombreada y la piedra con visos de sable (negro), atada en su base superior por un bejuco en forma de cruz. Remata la parte superior del jefe, una corona real, de oro; adoptado este símbolo, el más representativo de la grandeza, por derecho propio que le corresponde al municipio de La Estrella al haber sido coronado canónicamente el centenario y milagroso retablo de Nuestra Señora de Chiquinquirá, el 13 de septiembre de 1959.

### Simbolismo
El Acuerdo N.º 226 también establece la simbología de los elementos del blasón de la siguiente forma:
La estrella: se entiende por estrella un astro luminoso del firmamento, además de ser uno de los innumerables títulos que se le ha dado a la Santísima Virgen «Maris Stella» (estrella de mar). Asimismo, debido a que de «Maris Stella» deriva el nombre del municipio, se plasma en el escudo la estrella en representación de la Santísima Virgen como Nuestra Señora de Chiquinquirá de La Estrella.
Las nubes: corresponden a efectos de la naturaleza y sirven de adorno y representación del cielo antioqueño.
La montaña: es el símbolo más representativo de la grandeza de Antioquia en toda su topografía y, tal como lo describe el documento oficial de la fundación del municipio, el pueblo está rodeado de montañas.
Tierra y sembrados: hacen alusión a una ubicación en la base de la cordillera, y representan el lugar «fértil como tierras de pan y ganadería» en donde tuvo sus orígenes el municipio.
El hacha indígena: como tributo a las tribus anaconas, figura el hacha en el escudo labrada de piedra, ya que con ella se talaron montes, se hicieron bohíos y se preparó el sitio para que se obrase la fundación.